# バーレーンの国章
バーレーンの国章（バーレーンのこくしょう）は、バーレーンがイギリスの保護国であった1932年に、イギリス人顧問チャールズ・ベルグレーヴ（Charles Belgrave）が首長のためにデザインした紋章が前身である。1971年の独立後は、国章となった。1971年と2002年にわずかにデザインが変更され、2022年にはハマド国王により王冠が追加された。
中央の盾には、縦にしたバーレーンの国旗が描かれている。その周囲のマント（mantling）は国旗同様、赤と白の二色になっている。